# Peerla
Peerla è il quinto album in studio del 1998 del gruppo musicale italiano Elio e le Storie Tese. Contiene inediti e rarità e venne pubblicato inizialmente solamente all'interno del cofanetto Perle ai porci, poi anche in altri formati. Il disco è stato ristampato in confezione digipack nel 2000, con l'aggiunta della bonus track Tenia.

## Tracce
Testi di Elio, Rocco Tanica, Cesareo, Faso.
1. Introducing prof. Magneto (intro) – 0:26
2. La donna nuda (I Want a New Drug) – 3:40
3. La cinica lotteria dei rigori (interlude) – 1:21 (musica: Tanica, Elio)
4. Help Me – 3:56
5. Nessuno allo stadio – 3:39 (musica: Elio, Tanica)
6. In te – 5:44
7. Urna – 3:46 (musica: Elio, Tanica)
8. Balla coi barlafüs (Time Warp) – 2:25
9. Agnello Medley – 2:48 (musica: Faso, Elio)
10. Il concetto di banana (interlude) – 1:20 (musica: Elio, Cesareo, Tanica)
11. Christmas with the Yours – 5:54 (musica: Tanica, Cesareo, Elio)
12. Giocatore mondiale – 5:11 (musica: Tanica, Cesareo, Faso, Elio)
13. Sabbiature – 5:40 (musica: Tanica, Elio, Faso)
14. Ameri (Gli amori) – 4:19
15. Sunset Boulevard – 3:50 (musica: Cesareo, Faso, Tanica, Elio)
16. Gli occhiali dell'amore – 2:39 (musica: Tanica)
17. Puliletti Blues – 5:05 (musica: Cesareo, Tanica, Faso, Elio)
18. Ti amo campionato – 6:44 (musica: Tanica, Elio)
19. Tenia (Maniac) (bonus track inclusa solo nella ristampa del 2000) – 3:45

## Brani musicali
Introducing prof. Magneto: introduzione apparentemente senza senso. Il professore che inneggia alle proprietà della calamita avrà delle reprise in altri punti del disco.
La donna nuda (I Want a New Drug): cover del successo di Huey Lewis and the News del 1983.
La cinica lotteria dei rigori: metà in stile canto alpino e metà in charleston, fu composta da Rocco Tanica ed Elio, ed è ispirata alla finale del Campionato mondiale di calcio 1994 persa ai rigori dall'Italia contro il Brasile. Sigla di Mai dire Gol. Vengono citati i calciatori Franco Baresi (capitano della Nazionale Italiana in quel mondiale), Daniele Massaro e Roberto Baggio (il buddista, a motivo della sua religione), autori degli errori dagli undici metri.
Help Me: parodia del brano di Andrea Lo Vecchio e Shel Shapiro inciso dai Dik Dik nel 1974, con piccole modifiche e un'aggiunta finale al testo, che ne modifica decisamente il senso.
Nessuno allo stadio: brano del 1994, cantato alla maniera dei Bee Gees, con introduzione alla maniera del Trio Lescano. Contiene la campionatura di "Passerà" di Aleandro Baldi, che gioca sul doppio senso della voce verbale senza accento. Fu composta da Elio e Rocco Tanica.
(Gomito a gomito con l') Aborto/In te: cover del brano di Nek "In te", del 1993, cantata da Luca Mangoni con voce querula, con commento finale in chiave parodistica.
Urna: il brano, eseguito nell'arrangiamento originale, è stato registrato dal vivo nel 1990, due anni prima della versione heavy metal di Italyan, Rum Casusu Çikti. Elio, principale compositore del brano con qualche piccolo contributo di Rocco Tanica, la scrisse originariamente in questa versione.
Balla coi barlafüs (Time Warp): sigla di Mai dire Gol, parodia del celebre brano tratto dal film The Rocky Horror Picture Show. Citazione dal testo del tema principale di "Viva la gente".
Agnello Medley: stessa versione di The Los Sri Lanka Parakramabahu Brothers featuring Elio e le Storie Tese. Fu composta da Faso ed Elio.
Il concetto di banana: sigla di Mai dire Gol, si chiude con una campionatura da St.Tropez Twist di Peppino di Capri. Nella sigla si vedono finti playback di alcuni allenatori allora in attività. Il brano fu composto da Elio, Cesareo e Rocco Tanica.
Christmas with the Yours: incisa nel 1995, cantata con Graziano Romani, inizialmente distribuita sotto lo pseudonimo di Complesso Misterioso. Composta da Rocco Tanica, Cesareo ed Elio, è cantata in inglese maccheronico (di cui un esempio è il titolo), con alcune frasi in italiano, e riprende il famoso proverbio Natale con i tuoi, Pasqua con chi vuoi (nel testo "Christmas with the yours, Easter what you want"). Il panettone senza canditi è una citazione di uno spot pubblicitario degli anni 80 realizzato dall'attrice Franca Valeri per l'azienda dolciaria Melegatti.
Giocatore mondiale: già pubblicata nell'edizione su compact disc di The Los Sri Lanka Parakramabahu Brothers featuring Elio e le Storie Tese. Fu composta da Rocco Tanica, Cesareo, Faso ed Elio.
Sabbiature: tratta dall'esibizione del 1º maggio 1991 a Roma, quando gli Elii vennero censurati dalla Rai, e fu composta da Rocco Tanica, Elio e Faso. 
Ameri (Gli amori): parodia del brano di Toto Cutugno del 1990 si chiude parodiando un altro brano dell'autore toscano, Piacere Rai Uno, sigla dell'omonima trasmissione televisiva.
Sunset Boulevard: una delle sigle di Mai dire Gol, composta da Cesareo, Faso, Rocco Tanica ed Elio.
Puliletti Blues: brano Blues improvvisato durante le pause della registrazione di Tapparella, composto da Cesareo, Rocco Tanica, Faso ed Elio.
Ti amo campionato: altra canzone improvvisata, presenta gli stessi accordi della traccia 13 ed elenca in modo satirico numerosi errori arbitrali che hanno favorito la Juventus nella corsa scudetto del campionato di Serie A 1997-1998. È tratta da una puntata di Mai dire Gol: l'arrangiamento si rifà al brano Children di Robert Miles. Fu opera di Rocco Tanica ed Elio.
Tenia (Maniac): cover di Maniac, canzone di Michael Sembello del 1983 tratta dal film Flashdance. È presente solo nella ristampa dell'album del 2000.

## Formazione

### Gruppo
- Elio - voce
- Rocco Tanica - tastiera
- Cesareo - chitarra alto
- Faso - chitarra basso
- Feiez - sassofono, chitarra ritmica, tastiera, voce
- Christian Meyer - batteria

Altri musicisti
- Luca Mangoni - voce in In te, cantante addizionale in La cinica lotteria dei rigori
- Giacomo Poretti - voce fuori campo in Balla coi barlafüs (Time Warp)
- Marina Massironi - voce fuori campo in Balla coi barlafüs (Time Warp)
- The Los Parakramabahu Brothers - voci in Agnello Medley
- Naco - percussioni in Agnello Medley
- Graziano Romani - voce in Christmas With the Yours, cantante addizionale in Sunset Boulevard
- Curt Cress - batteria in Giocatore mondiale e Puliletti Blues
- Pierangelo Bertoli - voce in Giocatore mondiale
- Vincenzo Mollica - voce fuori campo in Sabbiature
- Ricky Gianco - voce fuori campo in Sabbiature
- Sandro De Bellis - percussioni in Sunset Boulevard
- Daniela Rando - cantante addizionale in Sunset Boulevard